# خاماویورت
خاماویورت (به لاتین: Khamavyurt) یک منطقهٔ مسکونی در روسیه است که در داغستان واقع شده‌است.